# Anomius annamariae
Anomius annamariae är en skalbaggsart som beskrevs av Baraud 1982. Anomius annamariae ingår i släktet Anomius och familjen Aphodiidae. Inga underarter finns listade i Catalogue of Life.